# S-mode 1
S-mode #1 é a primeira coletânea de Masami Okui. Foi lançado em 21 de março de 2001 pela King Records e possui 23 faixas divididas em dois CDs.

## Produção
Em sua primeira coletânea, Okui distribuiu as canções em dois CDs, sendo o primeiro músicas lançadas como singles, e o segundo com oito músicas que ela produziu para outros artistas, mas com arranjos diferentes e voz da cantora. Duas canções, "Yume ni Konnichiwa" e "Get along", nunca haviam sido lançadas em álbuns da cantora antes. 

## Recepção
O álbum ficou três semanas no Oricon Albums Chart, chegando à 26ª posição.

## Faixas
| CD1            |                                                                         |                   |                    |                      |         |  |
| N.º            | Título                                                                  | Letras            | Música             | Arranjo              | Duração |  |
| 1.             | "Dare Yori mo Zutto..." (de Fantasia)                                   | Satomi Arimori    | Toshiyuki Watanabe | T. Watanabe          | 3:38    |  |
| 2.             | "Yume ni Konnichiwa ~Willow Town Monogatari~" (de Tanoshii Willow Town) | Miho Matsuba      | Osamu Tezuka       | O. Tezuka            | 3:11    |  |
| 3.             | "Liverpool e Oide" (de Tanoshii Willow Town)                            | Mitsuko Shiramine | O. Tezuka          | O. Tezuka            | 2:33    |  |
| 4.             | "I WAS BORN TO FALL IN LOVE" (de Compiler)                              | S. Arimori        | Hideya Nakazaki    | H. Nakazaki          | 4:34    |  |
| 5.             | "FULL UP MIND" (de Compiler)                                            | S. Arimori        | H. Nakazaki        | H. Nakazaki          | 4:01    |  |
| 6.             | "REINCARNATION" (de Uchuu no Kishi Tekkaman Blade II)                   | S. Arimori        | Takashi Kudou      | Toshiro Yabuki       | 3:57    |  |
| 7.             | "Ryoutte-ippai no Yume" (de Uchuu no Kishi Tekkaman Blade II)           | S. Arimori        | T. Kudou           | M. Okui              | 4:10    |  |
| 8.             | "My Jolly Days" (de Ghost Sweeper Mikami: Gokuraku Daisakusen)          | Keiko Kimoto      | Tsutomu Ohira      | Vink                 | 5:41    |  |
| 9.             | "BEATS the BAND" (de Ghost Sweeper Mikami: Gokuraku Daisakusen)         | Mamie D.Lee       | Shin Ikenaga       | Vink                 | 4:49    |  |
| 10.            | "It's DESTINY -Yatto Meguriaeta-" (de Uchuu no Kishi Tekkaman Blade II) | S. Arimori        | T. Kudou           | T. Yabuki            | 5:22    |  |
| 11.            | "Live alone Sennen Tatte mo" (de Uchuu no Kishi Tekkaman Blade II)      | S. Arimori        | T. Kudou           | T. Yabuki            | 3:55    |  |
| 12.            | "Get along" (de Slayers, com Megumi Hayashibara)                        | S. Arimori        | T. Ohira           | Hidetoshi Sato       | 4:08    |  |
| 13.            | "KUJIKENAIKARA!" (de Slayers)                                           | S. Arimori        | M. Okui            | T. Yabuki            | 4:33    |  |
| 14.            | "MASK" (de Sorcerer Hunters, com Kasumi Matsumura)                      | M. Okui           | M. Okui            | T. Yabuki e T. Ohira | 4:26    |  |
| 15.            | "LOVE IS FIRE"                                                          | M. Okui           | T. Ohira           | T. Yabuki e T. Ohira | 4:43    |  |
| Duração total: | Duração total:                                                          | Duração total:    | Duração total:     | Duração total:       | 63:41   |  |

| CD2            |                                                |                |                |                |         |  |
| N.º            | Título                                         | Letras         | Música         | Arranjo        | Duração |  |
| 1.             | "Ranbu" (de Saber Marionette J to X)           | M. Okui        | M. Okui        | T. Yabuki      | 4:34    |  |
| 2.             | "Issho ni" (de Saber Marionette J to X)        | M. Okui        | T. Ohira       | T. Ohira       | 5:01    |  |
| 3.             | "BUT BUT BUT" (de Slayers TRY)                 | M. Okui        | M. Okui        | T. Ohira       | 4:48    |  |
| 4.             | "1 2 3" (de Soul Hunter)                       | M. Okui        | Hideki Sato    | Hideki Sato    | 4:12    |  |
| 5.             | "Ame no Faraway" (de Slayers NEXT)             | S. Arimori     | M. Okui        | system-B       | 5:24    |  |
| 6.             | "Secret ~Dareka no Message~" (de Slayers NEXT) | M. Okui        | M. Okui        | T. Ohira       | 5:03    |  |
| 7.             | "SOMEDAY" (de Soul Hunter)                     | M. Okui        | Hideki Sato    | Hideki Sato    | 5:39    |  |
| 8.             | "Sennichite" (de Saber Marionette J to X)      | M. Okui        | M. Okui        | system-B       | 3:14    |  |
| Duração total: | Duração total:                                 | Duração total: | Duração total: | Duração total: | 37:55   |  |